# Kennesaw Mountain National Battlefield Park
Le Kennesaw Mountain National Battlefield Park est une aire protégée américaine située dans le comté de Cobb, en Géorgie. Établi le 18 février 1917, ce parc de champ de bataille national protège le site où a eu lieu la bataille de Kennesaw Mountain pendant la guerre de Sécession. Inscrit au Registre national des lieux historiques depuis le 15 octobre 1966, il est géré par le National Park Service.